# (3839) Bogaevskij
(3839) Bogaevskij est un astéroïde de la ceinture principale.

## Description
(3839) Bogaevskij est un astéroïde de la ceinture principale. Il fut découvert le 26 juillet 1971 à Naoutchnyï par Nikolaï Tchernykh. Il présente une orbite caractérisée par un demi-grand axe de 2,45 UA, une excentricité de 0,18 et une inclinaison de 2,7° par rapport à l'écliptique.

## Compléments